# Ігор Ногейра (футболіст, 1995)
Ігор Ногейра (порт. Ygor Nogueira, нар. 27 березня 1995, Ітаперуна) — бразильський футболіст, захисник азербайджанського клубу «Сабах».
Виступав також за клуб «Флуміненсе».

## Ігрова кар'єра
Народився 27 березня 1995 року в місті Ітаперуна. Вихованець футбольної школи клубу «Флуміненсе». Дорослу футбольну кар'єру розпочав 2014 року в основній команді того ж клубу, в якій того року взяв участь у 0 матчах чемпіонату. 
Протягом 2014 року захищав кольори клубу «Гент».
Своєю грою за останню команду знову привернув увагу представників тренерського штабу клубу «Флуміненсе», до складу якого повернувся 2015 року. Цього разу відіграв за команду з Ріо-де-Жанейро наступні два сезони своєї ігрової кар'єри.
Згодом з 2018 по 2024 рік грав у складі команд «Фігейренсе», КРБ, «Жіл Вісенте», «Масатлан», «Жувентуде», «Санта-Клара» та «Шавіш».
До складу клубу «Сабах» приєднався 2024 року. Станом на 12 червня 2025 року відіграв за бакинську команду 23 матчі в національному чемпіонаті.